# Valerianus (Decurio)
Valerianus war ein römischer Decurio.
Er diente während des Jüdischen Krieges unter dem Feldherrn Vespasian, von dem er mit einer Einheit von 50 Reitern als Unterhändler in die Stadt Tiberias gesandt wurde. Vor der Stadtmauer angekommen, stieg er ab, um seine friedliche Absicht zu bekunden. Noch bevor er die Botschaft Vespasians überbringen konnte, wurde die Gruppe von einer Horde bewaffneter Juden, unter der Führung eines gewissen Jesus, eines der Rebellen angegriffen, sodass den römischen Reitern nichts übrig blieb, als zu Fuß zum Lager zu flüchten. Die Pferde wurden im Triumph in die Stadt geführt und als Zeichen des Sieges angesehen, obwohl sie, wie Flavius Josephus schreibt, nur Beute eines Raubes waren.
Eine Abordnung der Bürger Tiberias sprach darauf bei Vespasian vor und bat erfolgreich um Gnade für die Stadt.

## Quelle
- Flavius Josephus:  Geschichte des Jüdischen Krieges 3, 448–452.